# Seznam koncertnih turnej Kylie Minogue
To je seznam koncertnih turnej Kylie Minogue, avstralske pop pevke. Od leta 1989 dalje je Kylie Minogue nastopila na desetih svetovnih turnejah, kjer je nastopila v Avstraliji, Evropi, Aziji, Južni in Severni Ameriki. Njen prvi koncert, na katerem je nastopila v živo, je bil koncert v nočnem klubu Canton v Hong Kongu leta 1988. Naslednje leto je odšla na svojo prvo turnejo, kjer je med drugim nastopila na koncertu v areni Tokyo Dome na Japonskem pred 38.000 ljudmi.
Leta 2006 je pričela s turnejo Showgirl: The Homecoming Tour, katere koncerti v Avstraliji in Veliki Britaniji so bili povsem razprodani in na kateri je izvedla mnogo duetov z glavnim pevcem skupine U2, Bonom, ter s svojo sestro Dannii.
Njeni koncerti so poznani po uporabi veliko kostumov in scenografijah, ki so jih navdihnili broadwayjski muzikali, znanstveno-fantastični filmi in elektronske glasbene skupine, kot je Kraftwerk. Leta 2003 je bila Kylie Minogue nagrajena z nagrado Mo Award v kategoriji za »nastopajočo osebo leta«.

## Koncertne turneje
| Leto | Naslov                           | Trajanje | Število koncertov |
| --- | -------------------------------- | --- | ----------------- |
| 1990 | Enjoy Yourself Tour              | 3. februar 1990 – 9. februar 1990 (Avstralija) 17. april 1990 – 18. maj 1990 (Evropa) 24. maj 1990 – 26. maj 1990 (Azija) | 22                |
| Koncerti v Londonu, Belfastu in Dublinu so bili razprodani. Na turneji je prvič nastopila s pesmijo »Better the Devil You Know«. |                                  | |                   |
| 1991 | Rhythm of Love Tour              | 10. februar 1991–23. februar 1991 (Avstralija) 4. marec 1991–10. marec 1991 (Japonska) | 13                |
| Kylie Minogue je s turnejo pričela v znamenje zahvale svojim avstralskim oboževalcem, ker so ji ostali zvesti vse od začetka njene kariere leta 1987. |                                  | |                   |
| 1991 | Let's Get to It Tour             | 25. oktober 1991–8. november 1991 (Združeno kraljestvo) | 13                |
| Na turneji je izvajala v glavnem pesmi s turneje Rhythm of Love Tour ter nosila kostume, ki jih je oblikoval John Galliano, da bi se ujemali z njeno zrelejšo podobo. |                                  | |                   |
| 1998 | Intimate and Live                | 2. junij 1998–4. julij 1998 (Avstralija) 29. julij 1998–31. julij 1998 (Anglija) | 21                |
| Ne preveč draga turneja se je razprodala v Avstraliji in s posnetki s slednje so izdali istoimenski album v živo. Kylie Minogue v sklopu turneje ni nameravala nastopiti tudi v Angliji, a zaradi pritiska javnosti je organizirala tri manjše koncerte v Londonu. |                                  | |                   |
| 2001 | On a Night Like This Tour        | 3. marec 2001–28. marec 2001 (Evropa) 14. april 2001–30. maj 2001 (Avstralija) | 43                |
| Kylie Minogue je s turnejo pričela s pesmijo »Can't Get You out of My Head«. DVD s koncerti s turneje, imenovan Live in Sydney, je ob izidu oktobra 2001 postal najbolje prodajan DVD v Veliki Britaniji. |                                  | |                   |
| 2002 | KylieFever2002                   | 26. april 2002–18. junij 2002 (Evropa) 2. avgust 2002–16. avgust 2002 (Avstralija) | 50                |
| Turneja je vključevala kostume in ozadja, ki so jih navdihnili znanstveno-fantastični filmi in elektronska glasbena skupina Kraftwerk. DVD z nekaterimi koncerti turneje je prejel nagrado v kategoriji za »najboljši glasbeni DVD« na podelitvi nagrad DVD Awards februarja 2003. |                                  | |                   |
| 2005 | Showgirl: The Greatest Hits Tour | 19. marec 2005–7. maj 2005 (Evropa) 11. november 2006–17. december 2006 (Avstralija) 31. december 2006–23. januar 2007 (Anglija) | 70                |
| Maja 2005 so turnejo odpovedali, saj je Kylie Minogue zbolela za rakom. S turnejo je kasneje nadaljevala leta 2006, ko je pričela nastopati na turneji Showgirl: The Homecoming Tour. Turneja je vključevala nove kostume in nov seznam izvedenih pesmi. Mnoge nastope v Manchestru, Anglija so začasno prestavili, ko je Kylie Minogue zbolela za rakom in jih izvedli kasneje, v sklopu turneje Showgirl: The Homecoming Tour. |                                  | |                   |
| 2008—09 | KylieX2008                       | 6. maj 2008–4. avgust 2008 / 2. maj 2009–6. avgust 2009 (Evropa) 1. november 2008–15. november 2008 (Južna Amerika) 21. november 2008–4. december 2008 (Azija) 8. december 2008–22. december 2008 (Avstralija) 15. maj 2009 (Afrika)              | 80                |
| Turneja KylieX2008 je postala ena izmed največjih in najdražjih turnej Kylie Minogue, v sklopu katere je v sedmih mesecih obiskala štiri celine, pri čemer jo je spremljalo več kot 120 ljudi. Izdali so tudi DVD z naslovom Kylie Live: X2008. |                                  | |                   |
| 2009 | North American Tour 2009         | 30. september 2009–13. oktober 2009 (Severna Amerika) | 9                 |
| To je prva turneja Kylie Minogue, v sklopu katere je nastopila tudi v Združenih državah Amerike in Kanadi. |                                  | |                   |
| 2011 | Aphrodite World Tour             | 19. februar 2011–11. april 2011 (Evropa) 23. april 2011–25. april 2011 / 25. junij 2011–5. julij 2011 (Azija) 28. april 2011–22. maj 2011 (Severna Amerika) 3. junij 2011–22. junij 2011 (Avstralija) 8. julij 2011–14. julij 2011 (Južna Afrika) | 76                |
| Turneja Aphrodite World Tour zaenkrat velja za njeno največjo turnejo, saj je v sklopu slednje nastopila na koncertih povsod po svetu in obiskala dežele, ki jih prej ni. Na turneji jo spremlja okoli 100 ljudi, vrednost le-te pa so ocenili na 25 milijonov $. |                                  | |                   |

## Promocijske turneje
| Leto | Naslov              | Trajanje                                     | Število koncertov |
| --- | ------------------- | -------------------------------------------- | ----------------- |
| 1989 | Disco in Dream Tour | 2. oktober 1989 – 9. oktober 1989 (Azija)    | 4                 |
| Turneja The Disco in Dream Tour je bila prva koncertna turnejy Kylie Minogue, s katero je promovirala albuma Kylie (1988) and Enjoy Yourself (1989).                                         |                     |                                              |                   |
| 1989 | The Hitman Roadshow | 15. oktober 1989 – 27. oktober 1989 (Evropa) | 10                |
| Vstopnice za evropske koncerte so bile zastonj, saj se je Kylie Minogue svojim britanskim oboževalcem želela zahvaliti za njihovo podporo. Koncert so sponzorirale lokalne radijske postaje. |                     |                                              |                   |

## Pomembnejši nastopi
| Leto | Naslov                         | Datum                         | Izid    |
| --- | ------------------------------ | ----------------------------- | ------- |
| 1998 | Mushroom 25 Live               | 14. november 1998 (Australia) | DVD VHS |
| Kylie Minogue je dvajset minut nastopala s svojimi singli ob proslavi ob ustanovitvi založbe Mushroom Records.                                                                            |                                |                               |         |
| 2001 | An Audience With Kylie Minogue | 6. oktober 2001 (Anglija)     | ---     |
| Televizijska specijalka, na kateri je nastopila v duetu z glasbeno skupino Kermit the Frog in ki si jo je ob izidu na kanalu ITV v Veliki Britaniji ogledalo 8 milijonov ljudi.           |                                |                               |         |
| 2003 | Money Can't Buy                | 15. november 2003 (Anglija)   | DVD     |
| Koncert so organizirali za promocijo albuma Body Language. |                                |                               |         |
| 2007 | The Kylie Show                 | 10. november 2007 (Anglija)   | ---     |
| Televizijska specijalka ob proslavi dvajsetletnice od začetka kariere Kylie Minogue in ob izidu njenega desetega albuma, X, izdana na kanalu ITV1. Ogledalo si jo je 6,7 milijonov ljudi. |                                |                               |         |